# România în perioada neutralității în Primul Război Mondial
Deși legată de Imperiul Austro-Ungar printr-un tratat secret de alianță, din 1883, România alege să se declare neutră la izbucnirea ostilităților, în iulie 1914, prevalându-se de interpretarea clauzelor relative la „casus foederis”. În anii neutralității, guvernul liberal condus de Ion I.C. Brătianu a adoptat o atitudine de expectativă, în ciuda faptului că toate părțile implicate în conflict au făcut presiuni asupra României combinate cu promisiuni, pentru a li se alătura.